# Семёнов, Леонид Иванович (инженер)
Леонид Иванович Семёнов (6 января 1915, Томск — 20 ноября 1981) — советский инженер-конструктор, изобретатель, лауреат Ленинской премии.

## Биография
В 1933—1939 учился на механическом факультете Томского индустриального института им. С. М. Кирова, который окончил с отличием.
Инженер-конструктор (1938—1941), старший инженер-конструктор (1946—1948) на Томском электромеханическом заводе им. В. В. Вахрушева.
В 1941—1946 служил в РККА. Участник Великой Отечественной войны и войны с Японией, техник-лейтенант, старший инженер-лейтенант.
В 1948—1951 на преподавательской работе в вузах Томска и Ленинграда.
С 1951 года и до выхода на пенсию работал в Горно-геологическом институте Западно-Сибирского филиала АН СССР и Институте горного дела Сибирского отделения АН СССР: младший научный сотрудник (до 1956), старший и ведущий инженер-конструктор (1956—1964), главный конструктор (1964—1967), зав. сектором бурения (1967—1977). В 1977 году вышел на пенсию.
Умер 20 ноября 1981 года. Похоронен на Заельцовском кладбище Новосибирска.

## Деятельность
Специализация — конструирование буровых машин и механизмов, в том числе погружных пневмоударников и станков ударно-вращательного типа для бурения глубоких взрывных и других эксплуатационных скважин в крепких горных породах и рудах.

## Награды
- Лауреат Ленинской премии 1966 года — за разработку научных основ, создание и внедрение в производство комплекса высокопроизводительных механизмов для бурения скважин в подземных условиях.
- Заслуженный изобретатель РСФСР (1971)[2].